# Bonnie Pink
Kaori Asada (浅田香織, Asada Kaori) (Kyoto, 16 de abril de 1973), mais conhecida como Bonnie Pink, é uma cantora e compositora japonesa. Ela escreve e compõe todas as suas canções, toca piano e violão, e fala  inglês fluentemente. Cursou pedagogia na Universidade de Pedagogia de Osaka.
Fez sucesso ainda no começo da carreira, no fim dos  anos 90 e começo dos anos 2000, e logo depois começou a cair em popularidade. Porém, em 2006, seu single A Perfect Sky alcançou o 5º lugar no Oricon, o que a trouxe de volta certa popularidade que ainda perdura.
Segundo ela mesma, o nome Bonnie Pink foi feito somente para juntar palavras "bonitinhas", que soavam bem e eram fáceis de lembrar; portanto, sem nenhum significado ou conotação específicos.

## Carreira musical
Começou sua carreira musical em 1995, descoberta por um olheiro do selo Pony Canyon, e lançou então o single Orange e logo o álbum Blue Jam, ainda usando seu nome verdadeiro. Depois disso, já se apresentando como Bonnie Pink, lançou, sob a orientação do produtor sueco Tore Johansson, os álbuns evil and flowers (1996) e Heaven's Kitchen (1998) (este último produzido inteiramente na Suécia), com os quais atingiu sucesso.
Já com um nome estabelecido no mundo musical japonês, logo depois de ter lançado "evil and flowers", sentiu que o sucesso havia tornado a música um trabalho muito árduo, ao invés da diversão que ela esperava tirar da mesma. Logo tentou tirar alguma inspiração na Suécia, mas caiu em depressão; então se mudou para Nova Iork, e em 2003 para Londres, para trabalhar em seu quinto álbum, sob o selo Warner.
Em 2006 lançou o single A Perfect Sky, que alcançou a segunda posição na parada de sucesso da Oricon. Juntamente com m-flo, lança o single Love Song, em novembro.
Seu single Kane wo Narashite foi lançado em 6 de agosto de 2008 e faz parte da trilha sonora do jogo Tales of Vesperia para Xbox 360.
Em homenagem ao cantor Kiyoshiro Imawano foi lançado em 2009 um single póstumo com a participação de vários artistas, incluindo Bonnie Pink.

## Discografia

### Álbuns de estúdio
- 1995: Blue Jam
- 1997: Heaven's Kitchen
- 1998: evil and flowers
- 2000: Let Go
- 2001: Just a Girl
- 2003: Present
- 2004: Even So
- 2005: Golden Tears
- 2007: Thinking Out Loud
- 2008: CHAIN (mini-álbum)
- 2009: ONE
- 2010: Dear Diary

### Coletâneas
- 1999: Bonnie's Kitchen#1
- 2000: Bonnie's Kitchen#2
- 2006: Every Single Day: Complete BONNIE PINK (1995-2006)